# Eerikinkatu (Helsinki)
Pour les articles homonymes, voir Eerikinkatu.
Eerikinkatu est une rue du quartier de Kamppi à Helsinki en Finlande.

## Description
Eerikinkatu est une rue d'un kilomètre de long qui traverse le quartier de Kamppi du nord-est au sud-ouest.
Eerikinkatu commence du côté ouest du tournant d'Yrjönkatu à l'hôtel Torni.
Elle se transforme en une voie de circulation douce au coin de Köydenpunojankatu à Hietalahti et se termine dans une rue appelée Ruoholahdenranta.

## Bâtiments
| No | Bâtiment                 | Image | Architecte                                          | Réf.  |
| -- | ------------------------ | ----- | --------------------------------------------------- | ----- |
| 2  |                          |       | Karl-Erik Hagner Rurik Packalen Per-Mauritz Ålander |       |
| 3  | Marinadi                 |       |                                                     |       |
| 4  |                          |       |                                                     |       |
| 5  |                          |       | Elia Heikel Konstantin Kiseleff                     |       |
| 6  | Hopeatalo                |       | Heikki Sysimetsä                                    |       |
| 7  |                          |       | Aimo Tammilehto                                     |       |
| 11 | Maison des constructeurs |       | Heikki Kaartinen                                    |       |
| 14 |                          |       | Elia Heikel                                         | [ 2 ] |
| 15 | Cinéma Orion             |       |                                                     |       |
| 19 | Pharmacie du Cygne       |       | Selim A. Lindqvist                                  |       |
| 21 |                          |       | Alexander Stierncreutz                              | [ 3 ] |
| 23 |                          |       | Wiljam Korpela                                      | [ 4 ] |
| 29 |                          |       | A. V. Willberg                                      | [ 5 ] |
| 42 |                          |       |                                                     |       |
| 46 |                          |       |                                                     |       |
| 48 |                          |       | Uudisrakennus Oy                                    | [ 6 ] |

## Rues croisées d'est en ouest
- Yrjönkatu
- Annankatu
- Fredrikinkatu
- Lapinlahdenkatu
- Albertinkatu
- Abrahaminkatu
- Hietalahdenkatu
- Köydenpunojankatu
- Ruoholahdenranta